# Елизабет Шарлота Бурбон-Орлеанска
Елизабет Шарлота Бурбон-Орлеанска (на френски: Élisabeth Charlotte de Bourbon-Orléans, Mademoiselle de Chartres, * 13 септември 1676, Сен Клу, † 23 декември 1744, Комерси) е чрез женитба херцогиня на Лотарингия и от 1736 г. княгиня на Комерси.
Тя е единственото дете на херцог Филип I Орлеански и втората му съпруга Лизелота фон Пфалц, дъщеря на курфюрст Карл I Лудвиг фон Пфалц.
Тя се омъжва на 13 октомври 1698 г. във Фонтенбло за херцог Леополд Йозеф (1679 – 1729), син на Карл V (1643 – 1690) и Елеонора Мария Йозефа (1653 – 1697), дъщеря на император Фердинанд III. В началото бракът и е много щастлив, но Елизабет Шарлота затлъстява и нейният съпруг има метреса.
След смъртта на нейния съпруг херцогиня Елизабет Шарлота поема регентството. През 1736 г. нейният братовчед крал Луи XV от Франция я номинира на суверена княгиня на Комерси. Като майка на по-късния император Франц I тя става прародител на всички бъдещи Хабсбурги до днешно време.

## Деца
Елизабет Шарлот и Леополд Йозеф тринадесет деца:
- Леополд (* 1699; † 1700)
- Елизабет Шарлота (* 1700, † 1711)
- Луиза Христина (*/† 1701)
- Мария Габриела Шарлота (* 1702, † 1711)
- Луис (* 1704, † 1711)
- Йозефа Габриела (* 1705, † 1708)
- Габриела Луиза (* 1706, † 1709/10)
- Леополд Клеменс Карл (* 1707, † 1723)
- Франц I Стефан (* 1708, † 1765), император на Свещената Римска империя
- Елеонора (*/† 1710)
- Елизабет Тереза (* 1711, † 1741), кралица на Сардиния
- Карл Александер (* 1712, † 1780), херцог
- Анна Шарлота (* 1714, † 1773), абатеса на Ремиремонт и Сен Водру в Монс, коадютор на абатствата Есен и Торн.